# الإمارة القيسية
الإمارة القيسيَّة أو السلالة القيسية، كانت سلالة عربية مسلمة حكمت إمارة مركزها في ملاذكرد منذ 860 إلى 964. كانت تعتبر دولتهم أقوى إمارة عربية في أرمينيا بعد انهيار إمارة أرمينية في أواخر القرن التاسع.

## الأصل
كان القيسيون من أكبر القبائل العربية ويعود جذورهم إلى بني سليم التي استقرت في الجزيرة الفراتية بعد الفتح الإسلامي في عهد الخليفة العباسي هارون الرشيد (786–809) ربما كان بنو سليم قد تقدموا إلى المنطقة المحيطة ببحيرة وان. ومع ذلك، لم تكن ملاذكرد والمناطق المحيطة بها في أيدي العرب حتى تمرد الأرمن ضد الحكم العربي عام 850، مما جعل الخليفة العباسي المتوكل على الله (842–861) أن يأمر بإرسال جيش كبير بقيادة الجنرال التركي بغا الكبير إلى أرمينيا.
وقد استطاع الجيش العباسي من هزيمة أمراء أرمينيا البارزين وأسر العديد منهم، قبل مغادرة البلاد عام 855. وقد مكنت هزيمته للأمراء الأرمن عرب بنو سليم من الاندفاع إلى منطقة أباهونيك، والتي شملت مدينة ملاذكرد. وبحلول عام 860، سقطت المنطقة تحت سيطرة الأمير القيسي الأول، أبو الورد.

## السادة
في معظم فترات وجود السلالة القيسية، اعترف الأمراء بالخلافة العباسية باعتبارهم الخلفاء، على الرغم من أن هذه التصريحات في كثير من الأحيان كانت اسمية فقط وكان القيسيون مستقلين في الواقع ولكنهم يتبعون اسمياً للخلافة.
كان أبو الورد كما هو الحال مع جميع الحكام العرب والأرمن الآخرين في أرمينيا، خاضعين لأوستيكان الخليفة العباسي. كان الأوستيكان بمثابة حماة للقيسيين، وكانت العلاقات بينهم ودية بشكل عام، عندما تم تشكيل تحالف عربي بقيادة الأوستيكان ضد أمراء أرمينيا المسيحيين الأقوياء بشكل متزايد في أواخر سبعينيات عقد الـ 870، كان أبو الورد أحد أقوى أعضائه.
كان الفشل النهائي للتحالف ضد الأرمن المسيحيين ينذر بنهاية الأوستيكان في العقد التالي، فبدلاً من الأوستيكانيين، في عام 885، أرسل الخليفة المعتمد على الله (870–892) تاجاً إلى الأمير البقرادوني أشوت الأول، وبذلك استعاد مملكة أرمينيا. هذه الخطوة جعلت القيسيين خاضعين لأشوت والذي كان أبو الورد على علاقة سيئة معه. بحلول أواخر تسعينيات العقد 890، كان عهد كل من أشوت وأبو الورد قد انتهى، خلف أشوت ابنه سمباط الأول (890-912) بينما تولى أحفاد أبو الورد الثلاثة السلطة في النهاية. عندما وقع سمباط في صعوبات في وقت مبكر من حكمه، ثار أحفاد أبو الورد ضد سلطته لكنهم هُزِموا في المعركة. واضطروا إلى استئناف دفع الجزية للملك وإرسال الرهائن.
قُتل سمباط الأول على يد أمير أذربيجان الساجي عام 912 وخلفه في النهاية ابنه أشوت الثاني (914-928). خلال الحرب الأهلية التي أعقبت وفاة سمبات، توقف الكيسيون عن الاعتراف بسيادة الباغراتيين.  لكن في الوقت نفسه، أصبحت الإمبراطورية البيزنطية نشطة في الشؤون الأرمنية. أجبر القرب من البيزنطيين أحفاد أبو الورد الثلاثة على البدء في إرسال الجزية إلى الإمبراطورية. بخلاف الجزية، تم تقييد السلطة البيزنطية على القيسيين، على الرغم من تسجيل غارات دورية من قبلهم على أراضي القيسية.
في عام 940، جاء الأمير الحمداني العربي سيف الدولة إلى أخلاط، حيث بايعه الأمراء القيسيون. من هذه النقطة فصاعداً، أصبح القيسيون تابعين للحمدانيين، وظلوا كذلك حتى نهاية حكمهم عام 964.

## حكام السلالة القيسية
أول أمير كيسي، أبو الورد، حكم من 860 حتى 890 على الأرجح. لقد كان رجل دولة وسياسي مناور للغاية، وفي عهده أصبح القيسيون مؤثرين جداً في أرمينيا، ولم ينافسهم إلا البقرادونيين، وأرتسرونيس وفاسبوراكان وأمراء سيونيك. أخذ أخلاط من أمير تارون، وكان كما أحد قادة التحالف العربي الذي تشكل ضد أمراء أرمينيا المسيحيين. وحتى بعد هزيمة التحالف، ظل أبو الورد نشطًا في الشؤون الأرمنية. وقد أقنع أمير فاسبوراكان آرتسروني بالاستيلاء على أشوت أمير تارون وسجنه. في الوقت نفسه، غزا أشوت الأول (الذي لم يكن قد توج ملكًا بعد) الأراضي القيسية وحاصر ملاذكرد، ولكن عندما سمع بمصير أشوت تارون، رفع الحصار وتوجه إلى فاسبوراكان لإنقاذه.
وخلف أبو الورد ابنه عبد الحميد الذي حكم لفترة قصيرة فقط. وخلفه أبناؤه الثلاثة. استقبل الابن الأكبر، أبو سودة، المدينة الرئيسية ملاذكرد، وكذلك كوروي جور وهرك. استولى الأخ الثاني أبو الأسود على آرسيس وأخلاط وأركي، بينما استولى الثالث أبو سليم على أراضٍ في الجزء الشمالي الغربي من الأراضي القيسية.  كانت العلاقات بين الأخوين ودية، وعلى الرغم من هذا الانقسام، استمرت الدولة القيسية في العمل كوحدة واحدة موحدة. كان هؤلاء الإخوة الثلاثة هم الذين تمردوا دون جدوى ضد سمباط الأول في أواخر العقد 890. خلال هذه الفترة من الحكم المشترك، تم توسيع المناطق القيسية، مع الاستيلاء على بركري من العرب العثمانيين في أوائل القرن العاشر.
في وقت ما في أوائل القرن العاشر توفي الأخ الأكبر أبو سودة وخلفه ابنه عبد الرحيم. عند وفاة عبد الرحيم، كان أخوه أبو المعز صغيرا جدًا بحيث لا يستطيع أن يحكم، فسقطت ملاذكرد والأراضي الأخرى في أيدي أبو الأسود حاكم أخلاط. ولما مات أبو الأسود نفسه انقسمت أراضيه. الأراضي التي ورثها من عبد الرحيم (بما في ذلك ملاذكرد) استولى عليها أخوه المتبقي أبو سليم، بينما سقطت ممتلكاته الأصلية (المتمركزة في أخلاط) في أيدي ابنه بالتبني أحمد. أصبحت الأراضي القيسية الآن في أيدي حاكمين اثنين بدلاً من ثلاثة. في هذا الوقت تقريباً أصبح القيسيون تابعون للحمدانيين.
ولما مات أبو سليم ورث أراضيه ابنه أبو الورد الثاني. قتل أبو الورد أحمد واستولى على ممتلكاته، وبذلك وحد الأراضي القيسية. حدث هذا قبل عام 952، حيث أنهى الإمبراطور البيزنطي قسطنطين السابع كتابه من إدارة الإمبراطورية الذي يغطي العديد من هذه الأحداث.
وظل أبو الورد الحاكم الوحيد للإمارة القيسية حتى وفاته. في عام 964 ربما قُتل على يد غلام سيف الدولة يُدعى ناديا الذي قام بالثورة. حكم ناديا وشقيقيه أراضي القيسيين حتى قتل سيف الدولة ناديا ثم قاد الأمير الحمداني جيشاً إلى أرمينيا، وأسر إخوة ناديا وأمن حكمه على أراضي الكيسيين السابقة. وبذلك غادر أرمينيا في بداية عام 966. وبذلك أصبحت الأراضي القيسية تحت حكم سيف الدولة.

## جوانب من الإمارات القيسية
لم يشكل عرب جنوب غرب أرمينيا أغلبية سكان المنطقة، معظم المسلمين، الذين كانوا على الأرجح (مثل القيسيين) من بنو سليم كانوا يقيمون في المدن. وبالتالي، كان حكم الأمراء القيسيين أقوى في المدن التي كانت تحت سيطرتهم. وكانت قوتهم أضعف بكثير في المناطق الريفية المحيطة، والتي ظلت بشكل عام تحت سيطرة القادة المحليين (المسيحيين).
وبالنظر إلى أن المسلمين كانوا يشكلون أقلية داخل الإمارة القيسية، فقد مُنح المسيحيون الأرمن درجة من الاستقلالية عندما يتعلق الأمر بالتعامل مع شؤونهم الخاصة. لكن كانت قوانين الشريعة سادت في حكم المسلمين، إلا أنه عند حل القضايا فيما بينهم، اتبع معظم الأرمن الذين يعيشون تحت حكم القيسيين شرائع الكنيسة الأرمنية.
في السنوات الأولى للإمارة الكايسية، كانت طائفة التوندراكية الدينية نشطة في مقاطعتي أباهونيك وهارك. كان التوندراكيون معارضين لكل من الكنيسة الأرمنية وأمراء أرمينيا المسلمين. اعتبرهم أبو الورد تهديداً لحكمه، فذبح عدداً كبيراً منهم وأعدم زعيمهم سمباط زاريهاوانتشي. على الرغم من ذلك، استمرت حركة التوندراكية حتى القرن الحادي عشر وتسببت في مشاكل لكل من السلطات الكنيسة الأرمنية والبيزنطية.
تقع العديد من المدن القيسية جنوب طريقين تجاريين يمران بأرمينيا من الشرق إلى الغرب. وبالتالي فإن التجار الذين مروا عبر أرمينيا استفادوا من الأراضي القيسية. على الرغم من ذلك، لم تصبح مدن القيسيين مراكز حضرية كبرى. حتى ملاذكرد العاصمة، لم تعتبر أبدًا مدينة مزدهرة.
عسكرياً، استفاد القيسيون من التدفق المنتظم للمحاربين الغازيين في طريقهم لخوض الجهاد ضد الإمبراطورية البيزنطية، حيث يسافر هؤلاء المحاربون عبر أباهونيك، التي كانت تحت سيطرة القيسيين، ثم يشقون طريقهم إلى كارين (أرضروم حالياً)، وهي قاعدة استيطانية إسلامية رئيسية ضد البيزنطيين. غالبًا ما استخدم القيسيون هؤلاء المتطوعين الغازيين لتعزيز جيشهم ضد أعدائهم. على سبيل المثال، أثناء ثورة أبو سوادة وأبو الأسود وأبو سليم ضد سمباط الأول، كان الجيش القيسي مدعوماً بـ "المغيرين الفرس الذين كانوا يشنون هجمات على اليونانيين "البيزنطيين". 

## بعد الحكم القيسي
لم يدم حكم الحمدانيين على الأراضي القيسية السابقة طويلاً. بعد وفاة سيف الدولة الحمداني عام 967، أصبح مصير الأراضي القيسية غير معروف لبعض الوقت، على الرغم من أنها ربما كانت في أيدي الحكام المحليين. في عام 969، أغار الجيش البيزنطي على أباهونيك، وحاصر ملاذكرد وهدم أسوارها، لكن البيزنطيين لم يحاولوا الحفاظ على وجودهم في المدينة. سيطر الملوك البقرادون في النهاية على الجزء الشمالي من الأراضي القيسية. حاول ملك فاسبوراكان آرتسروني الاستيلاء على أراضي القيسيين المتبقية، بما في ذلك بيركري وملاذكرد وأخلاط، ولكن دون نجاح كبير.
في هذا الوقت تقريباً، تم غزو أخلاط وملاذكرد من قبل عائلة عربية الأصل وهم المروانيين . استغل زعيمها بدح بن دستك الحرب الأهلية داخل الإمبراطورية البيزنطية وضعف الحمدانيين وأنشأ إمارة قوية تمتد من ملاذكرد إلى الموصل ومع ذلك، أثبتت نجاحات باد أنها كانت مؤقتة، وعندما قُتل عام 990 أثناء محاولته استعادة الموصل، تقلصت الإمارة المروانية بسرعة. تم الاستيلاء على معظم أراضي القيسية السابقة التي كانت في حوزتهم من قبل الملك الجورجي باغراتيوني ديفيد الثالث. ولم يبق في أيدي المروانيين إلا أخلاط.
احتفظ ديفيد بأباهونيك حتى وفاته عام 1000. وبموجب الاتفاق مع البيزنطيين، تم دمج حكمه في الإمبراطورية. ظلت ملاذكرد من الآن فصاعداً في أيدي البيزنطيين حتى مجيء السلاجقة في منتصف القرن الحادي عشر.